# Turn-Weltmeisterschaften 1907
Die dritten Turn-Weltmeisterschaften fanden am 30. Juni 1907 an nur einem Tag in Prag statt. Es wurden nur fünf Wettbewerbe für Männer ausgetragen: Mehrkampf, Reck, Barren, Pauschenpferd sowie ein Mannschafts-Wettkampf. Die erfolgreichste Nation war Böhmen, die sich vier Goldmedaillen sichern konnte.

## Ergebnisse

### Mehrkampf
| Rang | Athlet          | Punkte  |
| ---- | --------------- | ------- |
| 1.   | Josef Czada     | 167.250 |
| 2.   | Jules Rolland   | 158.750 |
| 3.   | František Erben | 157.250 |

### Mannschaft
| Rang | Team       | Punkte  |
| ---- | ---------- | ------- |
| 1.   | Böhmen     | 951.250 |
| 2.   | Frankreich | 923.000 |
| 3.   | Belgien    | 827.250 |

### Reck
| Rang | Athlet             | Punkte |
| ---- | ------------------ | ------ |
| 1.   | Gustave Charmoille | 23.750 |
| 1.   | František Erben    | 23.750 |
| 3.   | Jules Rolland      | 23.500 |

### Barren
| Rang | Athlet          | Punkte |
| ---- | --------------- | ------ |
| 1.   | Joseph Lux      | 21.750 |
| 2.   | Josef Czada     | 20.750 |
| 3.   | Louis Ségura    | 20.500 |
| 3.   | František Erben | 20.500 |

### Pauschenpferd
| Rang | Athlet          | Punkte |
| ---- | --------------- | ------ |
| 1.   | František Erben | 22.250 |
| 2.   | Jules Rolland   | 21.000 |
| 3.   | Karel Sal       | 20.750 |

## Medaillenspiegel
| Rang | Land       |   |   |   | total |
| ---- | ---------- | - | - | - | ----- |
| 1    | Böhmen     | 4 | 1 | 3 | 8     |
| 2    | Frankreich | 2 | 3 | 2 | 7     |
| 3    | Belgien    | - | - | 1 | 1     |